# 通江镇
通江镇，是中华人民共和国黑龙江省绥化市望奎县下辖的一个乡镇级行政单位。

## 行政区划
通江镇下辖以下地区：
通江村、正兰头村、厢红头村、厢白二村、厢白头村、坤二村、坤头村和坤南村。